# دیدها (آلبوم گرایمز)
دیدها (به انگلیسی: Visions) سومین آلبوم استودیویی از موسیقی‌دان کانادایی گرایمز می‌باشد که در ۳۱ ژانویهٔ سال ۲۰۱۲ از سوی ۴ای‌دی منتشر گردید. تهیه‌کنندگی این آلبوم به‌طور کلی با گاراژبند اپل طی یک بازه زمانی سه هفته‌ای در آپارتمان گرایمز انجام شده است.